# Klaus - I segreti del Natale
Klaus - I segreti del Natale (Klaus) è un film d'animazione del 2019 diretto da Sergio Pablos.
Il regista, al suo esordio in un lungometraggio, figura anche come sceneggiatore e co-produttore. 
Pellicola di produzione spagnolo-statunitense nell'originale doppiata, tra gli altri, da Jason Schwartzman, J. K. Simmons, Rashida Jones e Joan Cusack, ispirata alla Faida Hatfield-McCoy, è una rilettura delle origini di Babbo Natale, incentrata su un postino di stanza in una città del Polo Nord che fa amicizia con un giocattolaio solitario, Klaus.

## Trama
Jesper, figlio di una ricca famiglia esperta nel mercato postale, è un giovane ragazzo presuntuoso e viziato che da nove mesi frequenta l'accademia di posta svogliatamente, allo scopo di farsi cacciare e tornare alla sua vita agiata. Distinguendosi come il peggior studente dell'accademia, si crede intoccabile, ma il padre gli offre un'ultima occasione per eccellere come postino; in caso di fallimento, Jesper sarà privato delle agiatezze e comodità in cui finora ha sempre vissuto. Il giovane viene quindi posto di stanza su un'isola ghiacciata al circolo polare artico, la pittoresca Smeerensburg, con il compito di consegnare almeno 6000 lettere nell'arco di un anno.
Jesper accetta riluttante la proposta del padre, ignaro dell'ardua realtà rappresentata dalla cittadina, si presenta infatti come tetra e inquietante, e per nulla accogliente. Gli abitanti del luogo sono divisi in due clan rivali, i Krum e gli Ellingboe, da tempo in lotta tra loro, e per nulla inclini né a scambiarsi parole né tantomeno delle lettere. Capeggiati dai due leader dei clan, i Krum e gli Ellingboe spesso si azzuffano tra loro e si fanno i dispetti a vicenda con qualsiasi pretesto, dimenticando nel tempo cosa sia la serenità. I bambini stessi vengono istruiti a odiarsi dalla più tenera età, tanto che la scuola di Smeerensburg è un luogo abbandonato in cui la precaria maestra Alva porta avanti il mercato del pesce nella speranza di risparmiare e guadagnare abbastanza per andarsene via. Jesper cerca invano di convincere gli abitanti di Smeerensburg a scambiarsi delle epistole, e nella sua missione si imbatte un giorno in Klaus, un misterioso falegname boscaiolo che vive da solo in una casa piena di giocattoli da lui fabbricati. Spaventato però dall'aspetto possente e intimidatorio dell’uomo, Jesper fugge perdendo un disegno fatto da un bambino della città.
Klaus affranto dal disegno del bambino decide di donargli un giocattolo e con grande sorpresa di Jesper, l'atto di bontà di Klaus genera una inaspettata reazione a catena e altri bambini, venendo a conoscenza dell'episodio, vorrebbero anch'essi ricevere un giocattolo dal boscaiolo. Jesper intravede in questo fatto la sua occasione d'oro: sfruttare i desideri dei bambini e la generosità di Klaus per raggiungere il numero di lettere da inviare in un anno. Tacendo le sue vere intenzioni a Klaus, coinvolge il giocattolaio in questa impresa facendo leva sulla sua sensibilità verso i bambini. Dapprima Klaus è molto scettico, ma alla fine si convince e accetta, a patto che Jesper gli faccia da aiutante durante le consegne notturne.
Nella città attraverso il passa parola, i bambini scoprono che se scrivono una lettera al signor Klaus, quest’ultimo gli invierà un giocattolo, purché si comportino bene, così fanno leva sulla società migliorandola. 
Inoltre, quando Jesper scopre che molti bambini non sanno scrivere, li manda a scuola da Alva: la scuola fiorisce di nuovo, Alva ritrova la motivazione a insegnare e tra gli abitanti aumenta la gentilezza reciproca. Tutto sembra andare nel verso giusto: Jesper sta precipitosamente raggiungendo quota 6000 lettere per andarsene da Smeerensburg. Klaus è lieto di vedere i bambini felici e la città è in festa. Gli unici a non essere contenti di questo traguardo, però, sono i leader dei Krum e degli Ellingboe, che mal tollerano l'assenza di zuffe tra le due fazioni e ambiscono alla tradizionale guerra rivale; i leader si stringono la mano, scelgono di avere reciprocamente una tregua temporanea con lo scopo, però, di unire le forze tra loro e distruggere quanto creato da Klaus e Jesper.
Ad un certo punto terminano i giocattoli ma Jesper cerca di convincere l'amico a crearne di nuovi, ma per Klaus questo porta alla memoria il ricordo della moglie Lydia: la coppia aveva programmato di avere molti figli, ma purtroppo non sono arrivati; Klaus allora fabbricava giocattoli con la speranza che arrivassero. In seguito Lydia si ammalò e morì, lasciando il boscaiolo solo nella disperazione finché questi non incontrò Jesper. Quest'ultimo rappresentava per Klaus un figlio, mai avuto, e grazie al suo arrivo apparentemente improvviso portò calore e gioia nel cuore di Klaus, che riscoprì una felicità inedita. Klaus quindi si decise ad aiutarlo, perché vedere la gioia nei bambini era l'emozione che lo faceva avvicinare all'amore che provava per Lydia.  
I due decidono di avviare l'impresa di costruzione di giocattoli e di consegnarli simbolicamente il giorno di Natale. Nel lavoro il boscaiolo e il postino vengono aiutati da una gentile comunità Sami nomade, desiderosi di ricambiare la bontà dei due che avevano costruito uno slittino a vela da regalare alla piccola Margu. Insieme anche alla complicità di Alva, per cui Jesper inizia a nutrire dei sentimenti, il gruppo si prepara all'arrivo del Natale con Klaus e Jesper incaricati di consegnare i doni. Tuttavia, la mattina della Vigilia di Natale giunge a Smeerensburg il padre di Jesper. Contattato con l'inganno da Mr Ellingboe e Mrs Krum, il padre di Jesper si congratula con il figlio per essere riuscito nell'ardua impresa di riavviare l'esercizio postale sull'isola e gli propone di tornare a casa come d'accordo. I piani di Jesper vengono quindi a galla, mostrando la natura egoista e tutt'altro che disinteressata del giovane, causando un forte rammarico in Klaus e Alva che lo credevano buono e sincero.
Prima di salpare via da Smeerensburg, Jesper però comprende che ciò che vuole è rimanere sull'isola e continuare ciò che ha creato con le persone che ama, anche al costo di abbandonare una vita di privilegi e comodità. Decide quindi di rimanere e cerca di impedire ai Krum e agli Ellingboe, ancora fedeli alla storica rivalità, di rovinare il Natale, non riuscendo però a impedire che i regali vengano distrutti. Fortunatamente, si scopre che Klaus ed Alva già sapevano cosa stava per succedere grazie al mormorare dei bambini a scuola, e avevano escogitato un piano di riserva, mettendo al sicuro i veri giocattoli destinati ai bambini. Il gesto di Jesper è comunque servito a rivelare il suo buon cuore e viene pertanto perdonato.
Gli anni passano e le condizioni di Smeerensburg migliorano sempre più, ponendo fine alla guerra tra le due fazioni quando i figli dei rispettivi capi famiglia si sposano. Nel mentre, Jesper e Klaus continuano a consegnare i regali ad ogni Natale, nonostante le destinazioni ogni anno siano sempre più lontane dalla piccola isola, e Jesper e Alva costruiscono una famiglia insieme. Durante il dodicesimo anno dal loro incontro, Klaus sparisce senza lasciare traccia raggiungendo sua moglie Lydia. Inizialmente Jesper cerca l'amico per poi rasserenarsi e trovarlo a ogni Vigilia di Natale come uno spirito buono che ancora consegna regali ai bambini di tutto il mondo, ispirando atti di bontà.

## Produzione
Dopo aver fondato il suo studio di animazione nel 2004, il regista Sergio Pablos (che aveva lavorato a diversi film del Rinascimento Disney negli anni novanta, tra cui Il gobbo di Notre Dame, Hercules e Tarzan) decise di realizzare un nuovo lungometraggio in animazione tradizionale, con l'intento di esplorare in che modo il cinema d'animazione si sarebbe evoluto se gli studios occidentali non fossero passati alla produzione di film per lo più in animazione digitale.
Per l'aspetto del film, Pablos e il suo studio hanno cercato di «superare alcuni dei limiti tecnici dell'animazione tradizionale», dando al progetto un'illuminazione organico-volumetrica e un texturing «unici», pur cercando di mantenere una sensazione artigianale. Gli strumenti di proprietà della Les films du Poisson Rouge di Angoulême sono stati utilizzati dalla produzione per consentire una certa varietà nello sviluppo visivo, con l'obiettivo di allontanarsi da uno stile uniforme nei personaggi che li faceva sembrare «adesivi messi su sfondi dipinti». Pablos ha coinvolto nel progetto anche l'animatore James Baxter, anch'esso un animatore Disney negli anni novanta.
Nell aprile del 2015, è stato diffuso un teaser trailer preliminare del film; all'epoca, lo studio era alla ricerca di co-finanziatori e di una distribuzione, ma già diverse case di produzione avevano rifiutato il progetto, percependolo come «troppo rischioso». Nel novembre del 2017, Netflix ha annunciato di aver acquisito i diritti di distribuzione del film, con Jason Schwartzman, J. K. Simmons, Rashida Jones e Joan Cusack come doppiatori e una data d'uscita fissata per il Natale del 2019. Nel marzo del 2019, è stato reso noto che Netflix stava progettando di distribuire il film in alcune sale negli Stati Uniti in modo da renderlo qualificabile per i premi Oscar.
Il regista Sergio Pablos ha dichiarato che la città di Smeerensburg è un voluto errore d'ortografia, partendo dalla defunta Dano-Olandese stazione di caccia alle balene di Smeerenburg, nelle Isole Svalbard.

## Distribuzione
Il film ha avuto una distribuzione limitata da parte di TriPictures nelle sale cinematografiche spagnole a partire dall'8 novembre 2019. È stato poi pubblicato internazionalmente il 15 novembre seguente da Netflix sulla propria piattaforma di streaming.

## Accoglienza

### Ascolti
Secondo i dati forniti da Netflix alla rivista Reuters, il film è stato visto da circa 30 milioni di persone durante il suo primo mese di disponibilità sulla piattaforma.

### Critica
Sull'aggregatore di recensioni online Rotten Tomatoes, il film ha una percentuale di gradimento da parte della critica del 95%, basata su 77 recensioni, con un voto in media di 7,7. Su Metacritic ha una media ponderata di 65 su 100, basata su 13 recensioni da parte della critica, ad indicare «pareri generalmente favorevoli».

## Riconoscimenti
- 2020 - Premi Oscar[12]
  - Candidatura al miglior film d'animazione
- 2020 - Premi BAFTA[13]
  - Miglior film d'animazione
- 2020 - Annie Awards[14]
  - Miglior film d'animazione
  - Miglior regia in un film a Sergio Pablos
  - Miglior animazione di un personaggio in un film a Sergio Martins per il personaggio di "Alva"
  - Miglior character design in un film a Torsten Schrank
  - Miglior scenografia in un film in a Szymon Biernacki e Marcin Jakubowski
  - Miglior storyboard in un film a Sergio Pablos
  - Miglior montaggio in un film in a Pablo García Revert
- 2020 - Premi Goya
  - Candidatura al miglior film d'animazione
  - Candidatura alla miglior canzone a Invisible